# Чёрный чеснок

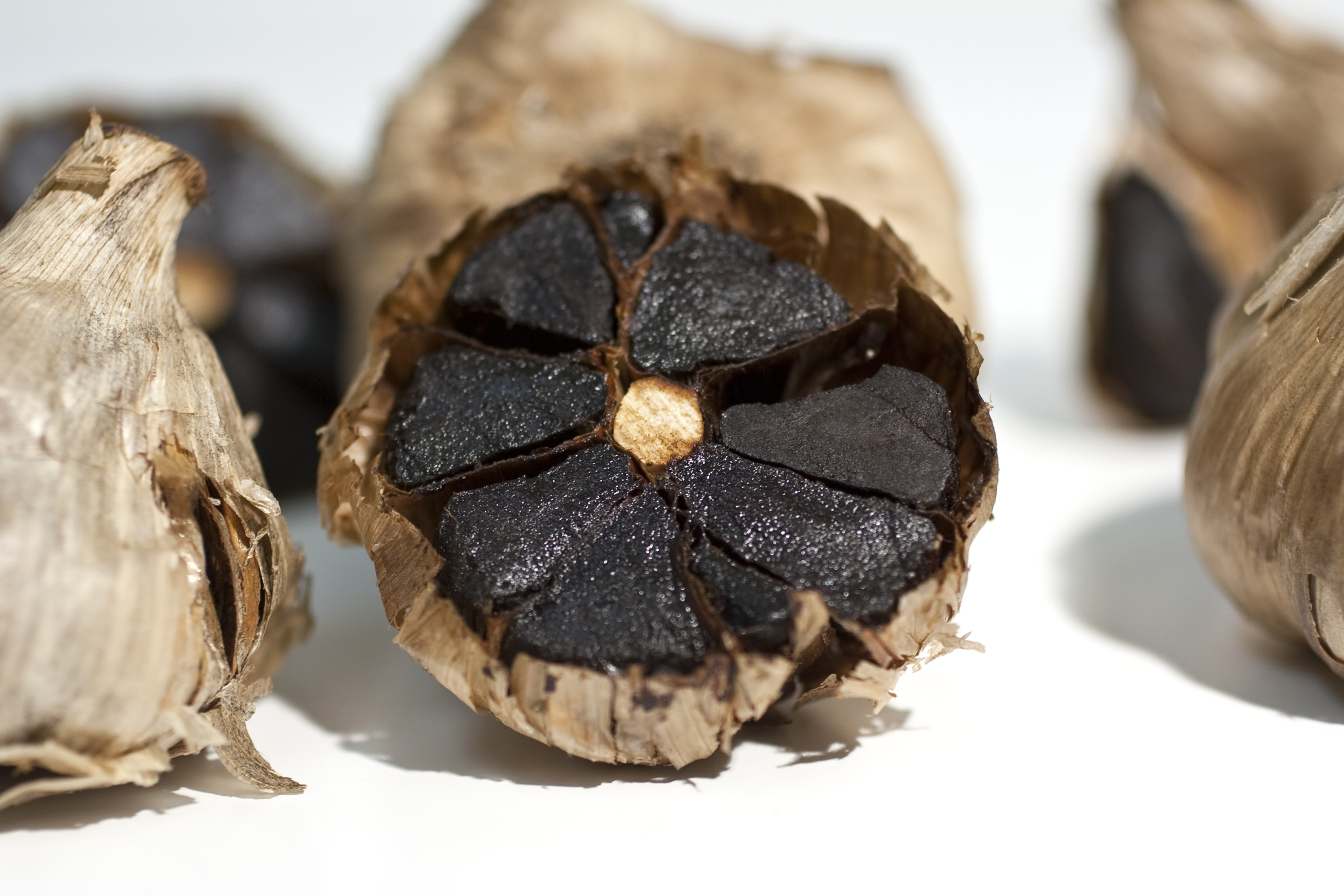
Головка запечённого чеснока

Чёрный чеснок (англ. black garlic) — запечённый чеснок, потемнение которого связано с реакцией Майяра, а не с карамелизацией; имеет пикантный сладкий вкус, без остаточной горечи и резкого запаха. Не имеет остроты, свойственной свежему чесноку. Предположительно происходит из корейской кухни. Его получают путем нагрева свежего чеснока (Allium sativum) при контролируемой температуре и влажности в течение нескольких недель.

## История
Версии происхождения чёрного чеснока разнятся. По одной из них, этот продукт сначала производился древними корейцами, которые наполняли чесночными головками глиняные горшки, а затем выставляли их на свежем воздухе, чтобы они прогревались солнечными лучами.
В 2004 году корейский изобретатель запатентовал устройство для изготовления чёрного чеснока и заявил: «что бы вам ни рассказывали, чёрный чеснок — вовсе не старинное корейское блюдо … Я создал его и имею три патента на собственную технологию изготовления».
Позднее, в 2009 году, производитель чеснока в Великобритании заявил, что для приготовления чёрного чеснока он использовал корейский рецепт, которому было 4000 лет. Применив его на деле, фермер якобы не только спас от порчи урожай чеснока, но и получил продукт, обладающий замечательными свойствами и отличным вкусом.

## Производство
Для того чтобы приготовить чёрный чеснок, нужна постоянная высокая температура, постоянный уровень влажности и довольно много времени, хотя сам процесс обработки не является очень сложным. Обычно для приготовления выбирают наиболее крупные неочищенные головки. Их помещают в термостойкую посуду, которую затем плотно оборачивают пищевой фольгой, чтобы препятствовать проникновению внутрь микроорганизмов. Далее ёмкость с чесноком загружают в специальную печь, разогретую до температуры 60 °С, где она в течение следующих 40—50 суток подвергается термической обработке. В результате длительной термической обработки чеснок постепенно меняет свои свойства, приобретая при этом насыщенный чёрный цвет. Он теряет свой резкий чесночный запах и приобретает сладкий вкус, напоминающий патоку с лёгкими нотами соевого соуса, грибов и сухофруктов. Чёрный цвет связан с реакцией Майяра и проявляется благодаря появлению меланоидинов.
Утверждается, что благодаря длительной термической обработке питательные элементы внутри чеснока переходят в легкоусвояемые формы.

## Использование в кулинарии
Этот продукт можно добавлять в пищу без дополнительной обработки — подобно сухофруктам. Можно комбинировать с сырами или хлебом. Повара используют его в измельченном виде как приправу для рыбных, грибных и мясных блюд. Он одинаково хорошо подходит как к солёным, так и к сладким блюдам.
Используется для маринадов, макаронных изделий, ризотто, также хорошо сочетается с шоколадом. В частности, можно использовать в песто для соусов, как заправку для салатов, дзадзики, а также для придания аромата соусам для мяса.